# Reidar Vågnes
Reidar Vågnes (10 gennaio 1950) è un allenatore di calcio ed ex calciatore norvegese, di ruolo difensore.

## Carriera

### Allenatore
Dal 1986 al 1987, ha guidato l'Hareid. Vågnes è stato poi allenatore dell'Hødd nel 1990. Nel 1993, ha ricoperto la carica di commissario tecnico della Nazionale femminile norvegese Under-20. Dal 1998 al 1999, è stato assistente tecnico al Molde, diventando poi allenatore nel 2004. A giugno 2010, è stato scelto come tecnico dell'Hønefoss.
Il 19 maggio 2011, il Sunnmøre Fotballkrets lo ha scelto come supervisore per la gestione dello sviluppo dei club affiliati al circuito, firmando un impegno part-time per i successivi tre anni.